# VXON
Vxon (Vision으로 발음, 모두 대문자로 표기)은 필리핀 보이 그룹이다. 그들은 2022년에 SM 엔터테인먼트와 Cornerstone Entertainment 소속으로 결성되었다. 이 그룹에는 C13, Franz, Patrick, Vince 및 Sam의 5명의 멤버가 있다. 2022년 1월 7일 첫 싱글 'The Beast'로 데뷔한 그룹. 이는 한국 소속사 SM 엔터테인먼트의 첫 번째 필리핀 그룹이다.

## 활동

### 2019년~2021년: 데뷔 전
C13은 그룹 데뷔 전 중국에서 데뷔한 《창조영 2019》 출신의 솔로 가수였다. Franz는 《PRODUCE 101 JAPAN》의 전 참가자이고, Vince는 소셜 미디어 인플루언서이며, Sam은 나중에 그룹에 합류한 배우이다.
12월 21일 그룹 공식 SNS 계정에는 'VXON'이라는 이름과 그룹 로고 및 사진이 공개됐다. 같은 날 코너스톤은 그룹 멤버들의 입장도 밝혔다. 이튿날인 12월 22일에는 프란츠와 빈스가 1, 2인조로, 12월 23일에는 패트릭과 샘이, 12월 24일에는 C13이 마지막 멤버로 발표됐다.

### 2022년: 데뷔,P.S, 2022 PPOPCON
1월 1일, 그룹의 공식 데뷔가 1월 7일임을 알렸다. 오는 1월 7일 데뷔를 앞둔 콘셉트 포토(SM 엔터테인먼트가 새로운 보이밴드를 결성하겠다고 발표한 동영상 공유 웹사이트 YouTube)의, 문서와 티저를, 공개했다. 1월 7일, 그룹은 C13, Franz, Sam 및 Knockcloud가 작사하고 대만그리고 행복하다 그리고 행복하다 대만와 중국의 Knockcloud (대만)와 C13 (중국)이 프로듀싱한 첫 번째 싱글 The Beast로 공식 데뷔했다. 지난 1월 9일 데뷔 뮤직비디오를 공개하고 공식 유튜브 채널을 통해 데뷔 뮤직비디오를 선공개했다. 2월 11일 VXON의 'The Beast' 뮤직비디오는 YouTube에서 공개된 지 33일 만에 100만 조회수를 돌파했다. VXON은 소셜 미디어 게시물에서 'Vixies'라고 부르는 팬들에게 이 이정표에 도달하는 데 도움을 준 것에 대해 감사를 표했다. 2022년 4월 2일, 그룹은 팬들을 위한 노래인 첫 번째 스페셜 싱글과 두 번째 싱글 P.S를 발표했다.
2022년 4월 9~10일, VXON은 같은 날 1일 컨벤션 뉴프론티어 씨어터와 콘서트 메인 이벤트 스마트 아라네타 콜로세움에서 열린 2022 팝콘 공개 공연에 참석했으며, 대회. 또한 무대와 콘서트 애프터 파티에서 다양한 P-POP 아이돌 그룹과 합류했다.
2022년 4월 12일, VXON은 아이돌 그룹 MNL48, Alamat과 함께 2022년 7월 15일에 열리는 2022 Tugatog Music Festival에서 SM 몰 오브 아시아(SM Mall of Asia) 공연을 한다고 발표했다, 비니, BGYO, LITZ, P-POP GENERATION, 프레스 히트 플레이, 1위. 하나는 첫 번째 배치로 발표되었다.

## 멤버
맏이부터 막내까지
- C13 (심천 샤오) (2001.02.16) (중국인) – 리더 및 메인 래퍼
- 샘 (필리핀인)  (2000.03.17) – 리드 래퍼 및 리드 보컬
- 프란츠 (저스니엔 슈) (2003.12.19) (필리핀-대만인) – 메인 보컬
- 빈스 (필리핀인) (2009.12.31) – 리드 보컬 및 비주얼
- 패트릭 (오다 유콘) (일본-멕시코인) (2010.01.01) – 메인 댄서

## 디스코그래피

### 싱글
| 이름        | 년도 | 앨범        | 각주   |
| ----------- | ---- | ----------- | ------ |
| "The Beast" | 2022 | 비앨범 싱글 | [ 14 ] |
| "P.S"       | 2022 | 비앨범 싱글 | [ 15 ] |

## 비디오 촬영
| 년도 | 제목      | 감독                | 각주   |
| ---- | --------- | ------------------- | ------ |
| 2022 | The Beast | Edrex Clyde Sanchez | [ 16 ] |
| 2022 | P.S.      | Edrex Clyde Sanchez | [ 17 ] |

## 필모그래피

### 웹 쇼
| 년도 | 제목           | 메모         | 각주   |
| ---- | -------------- | ------------ | ------ |
| 2022 | Test Your VXON | Variety show | [ 18 ] |

## 콘서트

### 콘서트 참가
- 2022 PPOPCON (2022)